# 马格里特-埃利·加代
马格里特-埃利·加代（法語：Marguerite-Élie Guadet，法語發音：[maʁɡəʁit eli ɡadɛ]，1758年7月20日—1794年6月19日），法国大革命时期的政治人物。其于1794年处决于断头台。